# Hörabach
Hörabach ist ein Dorf und ein Ortsteil der Stadt Bogen im niederbayerischen Landkreis Straubing-Bogen. Es liegt am östlichen Rand des Gebietes der Stadt Bogen in der Gemarkung Degernbach und etwa zwei Kilometer westlich von Niederwinkling. Der Ort ist leicht zu verwechseln mit dem Weiler Hoerabach in der Gemeinde Steinach, der in zehn Kilometer Entfernung nordwestlich liegt.